# Ooperipatellus viridimaculatus
Ooperipatellus viridimaculatus är en klomaskart som först beskrevs av Arthur Dendy 1900.  Ooperipatellus viridimaculatus ingår i släktet Ooperipatellus och familjen Peripatopsidae. Inga underarter finns listade i Catalogue of Life.